# 高橋彰
高橋 彰（たかはし あきら、1932年9月18日 - 2008年3月10日）は、日本の経済学者・地理学者。専門は、開発途上国、特にアジアを対象とした低開発経済論。フィリピン研究者としても知られる。東京大学名誉教授。

## 略歴
- 1932年：北海道札幌市生まれ
- 1955年：東京大学理学部地理学科卒業後、東京大学大学院理学研究科へ進学
- 1958年-1960年：フィリピン大学留学
- 1961年：東京大学大学院理学研究科退学
- 1961年：アジア経済研究所
- 1968年：東京大学東洋文化研究所講師・助教授
- 1972年：東京大学経済学部助教授・教授
- 1992年：アジア経済研究所理事
- 1996年：国士舘大学政経学部教授、国士舘大学国際交流センター長

などを歴任。
フィリピン大学、ニューヨーク州立大学、カンザス大学、メキシコ大学、チュラーロンコーン大学（タイ）、ロンドン大学などでの研究員、教授を兼任。様々な国際会議で議長として活動した。
2008年3月10日、慢性腎不全のため死去。

## 著書
- 『中部ルソンの米作農村』（アジア経済研究所、1965年）
- 『アジアの農村』（東京大学出版会、1969年)
- 『Land and Peasants in Central Luzon, Honolulu』（East-West Center Press、1970年）
- 『東南アジアの価値体系4』（共著）（現代アジア出版会、1972年）
- 『スリランカの稲作農村』（共著）（東京大学出版会、1980年）
- 『フィリピンの農業』（国際農林業協力協会、1980年）
- 『第三世界と経済学』（共編著）（東京大学出版会、1982年)
- 『ルソン農村とジャワ農村』（東京大学出版会、1982年）

### 訳書
- G. サイデ『フィリピン：国土と人々』（帝国書院、1978年）
- L. デアシス『南方特別留学生トウキョウ日記』（秀英書房、1982年）
- ジェームズ・C・スコット『モーラル・エコノミー』（勁草書房、1999年）